# Los Árboles
Los Árboles es una localidad y distrito ubicada en el departamento Rivadavia de la provincia de Mendoza,  Argentina.
Se ubica geográficamente en el noroeste de departamento. Limita al norte con el departamento de Junín, separado por carril Moyano; al sur con el distrito de La Reducción, separado por el río Tunuyán; al oeste con el distrito de Medrano, separado por las calles Cuevas y Riobamba; y al este con el distrito de Andrade, separado por calle González Videla. Sobre el río Tunuyán ha sido construido un puente que une al Distrito de La Reducción con el de Los Árboles.
El ramal del ferrocarril General San Martín que llegaba hasta la estación ubicada en la Ciudad de Rivadavia, recorre el mismo de oeste a este.
Durante mucho tiempo, los pobladores de Los Árboles llamaron Albardón a su localidad. Posiblemente, esa denominación se debió a un hecho geográfico, propio de lugares ribereños: pues se llama albardón, a un borde sobre elevado o terraplén natural a orillas de cursos de fluviales (esteros , bañados o lagunas), resultante de la acumulación de aluviones originados por crecidas de ríos o inundaciones.
Sin embargo, las fértiles tierras dieron lugar a los característicos cultivos y plantaciones, que a lo largo del Tunuyán fueron apareciendo gracias al esfuerzo de los agricultores.
Es así como las tupidas y hermosas arboledas sirvieron para darle otro nombre a la zona. Sus habitantes, y los circunstanciales viajeros que pasaban por allí, comenzaron a llamarle Los Árboles al sitio.
- Datos: Q5981298